# Mono No Aware II
Mono No Aware II is een artistiek kunstwerk in het Centrum van Amsterdam gemaakt door kunstenares Mick La Rock in 2023.

## Mono no aware
Mono no aware verwijst naar een Japans begrip. Het staat voor het lijden der dingen of te wel een gevoel van treurnis van de staat van de wereld en de realiteit van het leven. Mick La Rock maakte twee versies.

## Mono no aware (I)
Zij kreeg verzoek het koetshuis van Museum Van Loon te verfraaien. De kunstenaar Aileen Middel greep terug naar de geschiedenis van de West-Indische Compagnie, ooit zo’n beetje heilig verklaard, maar in de 21e toch vooral onderwerp van discussie van winstbejag, slavenhandel en aldus een koloniaal verleden. De kunstenaar wilde het met een uitgebeelde golf een beeld geven. De golf is onderdeel van de zee waarover die discutabele handelswijze plaatsvond; die golf stond echter ook van de golf van verontwaardiging over die handelswijze die in de 21e eeuw opkwam en in 2021 (in haar ogen) onvoldoende resultaat had. Mono no aware was een tijdelijke muurschildering.

## Mono no aware II
Een van de vele bruggen in de binnenstad van Amsterdam is al jaren een doorn in de ogen van gemeente en buurtbewoners. Deze brug 95 tussen de Haarlemmer Houttuinen en Nieuwe Westerdokstraat over de Korte Prinsengracht is buitenproportioneel (men verwachtte hier een snelweg) en van somber beton. In 2023 waren er al jaren voorstellen de brug af te breken, maar dat gebeurde maar niet. Alhoewel de architect van het bouwwerk Dirk Sterenberg ter versiering al wat kleine tegelwerkjes op de landhoofden had laat aanbrengen, bleef de brug toch voornamelijk een grijze massa. 
Kennelijk moest Brug 95 toch nog langer mee, want de gemeente schakelde Sam Rees in van Mokumse Muurtjes om te kijken of een van de landhoofden een frissere indruk kon krijgen. Uiteindelijk werden drie kunstenaars verzocht voorstellen te doen, waarbij buurtbewoners via een stemprocedure hun favoriet konden kiezen. Van de circa 100 stemmen kreeg Mick La Rock de meeste voorkeurstemmen (52). Mick La Rock bezocht daarop de plek en zag klotsende golven in de gracht tegen de bakstenen kaden. De gracht staat namelijk in open verbinding met het Westerdok dat veel breder is dan de gracht. Daarop kwam een muurschildering met krullende lijnen, voornamelijk uitgevoerd in blauw. Tegen de gewoonte in van de kunstenaar, gebruikte ze hier en daar ook grijstinten. Dit deed ze om de industriële omgeving in herinnering te brengen.
In september 2023 kon de muurschildering onthuld worden. Mick La Rock had dan al minstens vijf (meest tijdelijke) muurschilderingen in de stad geplaatst van alleen handtekeningen tot complete kunstwerken., waarvan een op de Ooievaarbrug in Amsterdam-Zuidoost, dus aan het andere eind van de stad, maar ook ontworpen door Sterenberg. Het werk is gesigneerd en geparafeerd  met M en Y (van Mickey), maar ook haar “handtekening” in de vorm van maanachtige bollen ontbreekt niet.  Het is volgens Edo Dijksterhuis van Het Parool een overblijfsel uit de tijd dat La Rock haar graffitiwriting meer “body” gaf. Een van de cirkels gaf problemen, door een hoek die de keerwand maakt; het kreeg de vorm van een ei; Middel moest dat herstellen. Volgens dezelfde Dijksterhuis laat de weerspiegeling van het water de muurschildering constant veranderen.